# 北緯8度線
北緯8度線（ほくい8どせん）は、地球の赤道面より北に地理緯度にして8度の角度を成す緯線。アフリカ、インド洋、南アジア、東南アジア、太平洋、中央アメリカ、南アメリカ、大西洋を通過する。
この緯度の下では、夏至点時の可照時間は12時間35分で、冬至点時は11時間40分である。。
北緯8度線は、ソマリアとエチオピアの国境を形成する緯線となっている。
インド洋上にあるエイトディグリー海峡（マリク・カンドゥ海峡）は、この緯線にあやかって名付けられた。

## 通過する地域一覧
北緯8度線は、本初子午線から東に向かって以下の場所を通っている。
| 地理座標                                             | 国土・領土・領海            | 備考 |
| ---------------------------------------------------- | --------------------------- | --- |
| 北緯8度0分 東経0度0分 / 北緯8.000度 東経0.000度      | ガーナ                      | ヴォルタ湖を通過。 |
| 北緯8度0分 東経0度36分 / 北緯8.000度 東経0.600度     | トーゴ                      | |
| 北緯8度0分 東経1度38分 / 北緯8.000度 東経1.633度     | ベナン                      | |
| 北緯8度0分 東経2度42分 / 北緯8.000度 東経2.700度     | ナイジェリア                | |
| 北緯8度0分 東経12度13分 / 北緯8.000度 東経12.217度   | カメルーン                  | |
| 北緯8度0分 東経15度25分 / 北緯8.000度 東経15.417度   | チャド                      | |
| 北緯8度0分 東経18度1分 / 北緯8.000度 東経18.017度    | 中央アフリカ                | |
| 北緯8度0分 東経24度58分 / 北緯8.000度 東経24.967度   | 南スーダン                  | |
| 北緯8度0分 東経33度2分 / 北緯8.000度 東経33.033度    | エチオピア                  | |
| 北緯8度0分 東経46度59分 / 北緯8.000度 東経46.983度   | ソマリアと エチオピアの国境 | |
| 北緯8度0分 東経47度59分 / 北緯8.000度 東経47.983度   | ソマリア                    | |
| 北緯8度0分 東経49度53分 / 北緯8.000度 東経49.883度   | インド洋                    | アラビア海を通過。 エイトディグリー海峡 - ミニコイ島（ インド）のちょうど南を通過。 ラッカディブ海 - カンニヤークマリ（ インド）のちょうど南を通過。 |
| 北緯8度0分 東経79度43分 / 北緯8.000度 東経79.717度   | スリランカ                  | |
| 北緯8度0分 東経81度30分 / 北緯8.000度 東経81.500度   | インド洋                    | ベンガル湾 |
| 北緯8度0分 東経93度20分 / 北緯8.000度 東経93.333度   | インド                      | アンダマン・ニコバル諸島 - カッチャル島、カモルタ島、ナンカウリー島                                                                                  |
| 北緯8度0分 東経93度34分 / 北緯8.000度 東経93.567度   | インド洋                    | アンダマン海 |
| 北緯8度0分 東経98度17分 / 北緯8.000度 東経98.283度   | タイ                        | プーケット県の島々 |
| 北緯8度0分 東経98度25分 / 北緯8.000度 東経98.417度   | パンガー湾                  | |
| 北緯8度0分 東経98度35分 / 北緯8.000度 東経98.583度   | タイ                        | コー・ヤオ・ヤイ島 |
| 北緯8度0分 東経98度36分 / 北緯8.000度 東経98.600度   | パンガー湾                  | |
| 北緯8度0分 東経98度58分 / 北緯8.000度 東経98.967度   | タイ                        | |
| 北緯8度0分 東経100度19分 / 北緯8.000度 東経100.317度 | タイランド湾                | |
| 北緯8度0分 東経104度4分 / 北緯8.000度 東経104.067度  | 南シナ海                    | |
| 北緯8度0分 東経116度57分 / 北緯8.000度 東経116.950度 | フィリピン                  | バラバク島 |
| 北緯8度0分 東経117度4分 / 北緯8.000度 東経117.067度  | スールー海                  | |
| 北緯8度0分 東経122度17分 / 北緯8.000度 東経122.283度 | フィリピン                  | ミンダナオ島 |
| 北緯8度0分 東経126度24分 / 北緯8.000度 東経126.400度 | 太平洋                      | カヤンゲル州（ パラオ）のちょうど南を通過。 ピケロット島（ ミクロネシア連邦）のちょうど南を通過。                                                    |
| 北緯8度0分 東経168度5分 / 北緯8.000度 東経168.083度  | マーシャル諸島              | ナムー環礁 |
| 北緯8度0分 東経168度11分 / 北緯8.000度 東経168.183度 | 太平洋                      | オール環礁（ マーシャル諸島）のちょうど南を通過。 ブリカ岬（ パナマ）のちょうど南を通過。 イスラス・セカス（ パナマ）のちょうど北を通過。            |
| 北緯8度0分 西経81度40分 / 北緯8.000度 西経81.667度   | パナマ                      | |
| 北緯8度0分 西経80度24分 / 北緯8.000度 西経80.400度   | 太平洋                      | パナマ湾 |
| 北緯8度0分 西経78度25分 / 北緯8.000度 西経78.417度   | パナマ                      | |
| 北緯8度0分 西経77度12分 / 北緯8.000度 西経77.200度   | コロンビア                  | ウラバ湾を通過。 |
| 北緯8度0分 西経72度25分 / 北緯8.000度 西経72.417度   | ベネズエラ                  | |
| 北緯8度0分 西経60度8分 / 北緯8.000度 西経60.133度    | 係争地域                    | ガイアナによって実効支配されているが、 ベネズエラが領有権を主張している地域。                                                                        |
| 北緯8度0分 西経59度6分 / 北緯8.000度 西経59.100度    | 大西洋                      | |
| 北緯8度0分 西経12度53分 / 北緯8.000度 西経12.883度   | シエラレオネ                | |
| 北緯8度0分 西経10度36分 / 北緯8.000度 西経10.600度   | リベリア                    | |
| 北緯8度0分 西経9度25分 / 北緯8.000度 西経9.417度     | ギニア                      | |
| 北緯8度0分 西経8度3分 / 北緯8.000度 西経8.050度      | コートジボワール            | |
| 北緯8度0分 西経2度41分 / 北緯8.000度 西経2.683度     | ガーナ                      | ヴォルタ湖を通過。 |